# Heindlschlag
Heindlschlag ist ein Gemeindeteil der Gemeinde Jandelsbrunn im niederbayerischen Landkreis Freyung-Grafenau.

## Geschichte
Das Dorf gehört zu den sogenannten Sieben Künischen Dörfern, die wegen ihrer 260-jährigen Zugehörigkeit zu Österreich und damit zu den Habsburgern (königlich = künisch) genannt werden. 1765 kaufte Fürstbischof Leopold Ernst Graf von Firmian dieses Gebiet um 137.787 Gulden zurück, jedoch ohne die Burg Rannariedl, welche die Grundherrschaft über diese Ortschaften ausübte.
Als Teil des Hochstifts Passau wurde der Ort 1803 mit dem größten Teil des Passauer Gebietes zugunsten des Kurfürstentums Salzburg von Ferdinand III. von Toskana säkularisiert und fiel 1805 an Bayern. Mit der Bildung der Gemeinden auf Grund des zweiten bayerischen Gemeindeedikts vom 17. Mai 1818 wurde die Gemeinde Heindlschlag gebildet.
Im Ort befindet sich die 1908 erbaute katholische Kirche Maria Verkündigung. Sie ist eine Filialkirche der Pfarrei Wollaberg. Ihr Altar stammt aus dem Jahr 1933. Die Freiwillige Feuerwehr Heindlschlag wurde am 6. Juni 1882 gegründet.
Am 1. April 1971 wurde die dem Landkreis Wolfstein angehörige Gemeinde Heindlschlag in die Gemeinde Jandelsbrunn eingegliedert. Sie hatte eine Fläche von etwa 1139 Hektar und die vierzehn Gemeindeteile Anglberg, Bognerwies, Grübwies, Grund,  Grundmühle, Heindlschlag, Lenzmühle, Mitterau, Rehleiten, Rohrhof, Rosenberg, Steinerfurth, Vorderau und Wolfau.

## Persönlichkeiten
- Hans Reischl (* 1939 in Heindlschlag; † 2025 in Köln), Wirtschaftsmanager, Vorstandsvorsitzender der Kölner Handelsgruppe Rewe